# Camponotus scalaris
Camponotus scalaris é uma espécie de inseto do gênero Camponotus, pertencente à família Formicidae.